# 大木兼能
大木 兼能（おおき かねよし、天文21年（1552年） - 慶長16年6月25日（1611年8月3日））は、戦国時代から江戸時代前期にかけての武将、熊本藩士。先祖は伊勢国大木の城主。大木道玄の子。通称は弥介、織部、土佐守。

## 経歴
伊勢長島一向一揆に一向門徒側として参加、天正2年（1574年）の第3次長島侵攻においては織田信広（織田信長の庶兄）を討ち取る戦功を挙げるが敗北した。この時、織田信長は鉄砲や火攻めによる武力制圧を行ったが、その最中で生き延びたあと信長側に降伏したものと思われる。
以後、信長家臣・佐々成政の家老となって3千石を領したが、成政失脚後は加藤清正に属して同じく3千石を与えられた。文禄・慶長の役などで数々の軍功を挙げ、関ヶ原の戦いにおいては梶原景俊と共に一計を案じ、大坂屋敷から清浄院 (加藤清正室)を加藤家の本領である肥後へと脱出させて功があった。また、理財の能力にもたけていて蔵元奉行を担当し、加藤家の大阪屋敷留守居、兼倉米販売も任されていた。その後も清正の信頼厚い側近として財政管理を任され、慶長16年（1611年）6月24日に清正が没した際にはそれまでの恩顧に感じて、翌日に自らも清正の後を追い殉死を遂げたと伝わる。法名は「尭心院殿道了日解居士」。娘は佐々成政の実姉の子孫である佐々直尚に嫁ぎ、佐々宗淳らを産んでいる。